# Bronisław Dembowski

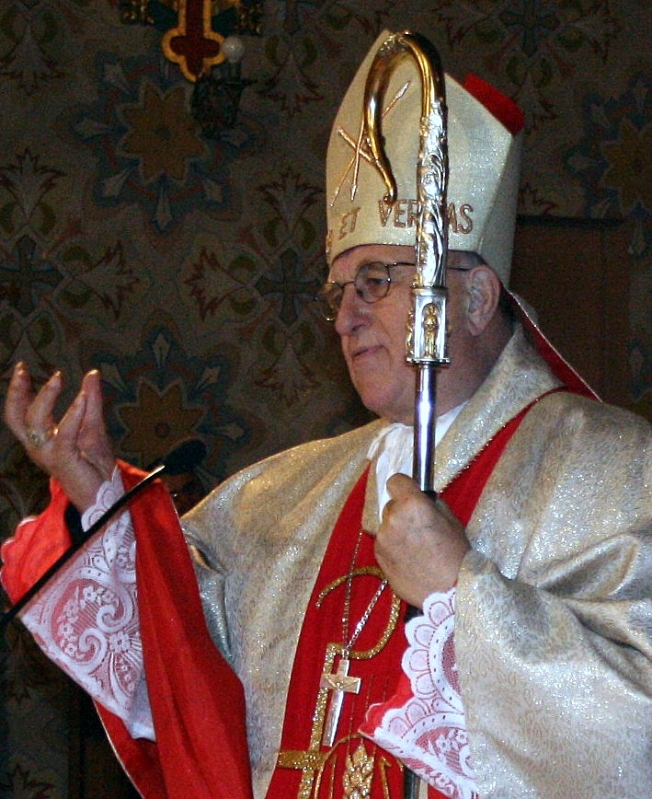
Bronisław Dembowski

Bronisław Jan Maria Dembowski (* 2. Oktober 1927 in Komorowo, Woiwodschaft Masowien, Polen; † 16. November 2019 in Włocławek) war ein polnischer Geistlicher und Theologe sowie römisch-katholischer Bischof von Włocławek.

## Leben
Bronisław Dembowski war das jüngste von fünf Kindern. Im Alter von zehn Jahren verstarb sein Vater; 1942 wurde seine Mutter und eine der Schwestern im KZ Ravensbrück erschossen. Dembowski schloss sich der polnischen Heimatarmee an und war Teilnehmer am Warschauer Aufstand. Danach zog er nach Mościce bei Tarnów, wo er 1946 sein Abitur machte. Von 1946 bis 1950 studierte er Philosophie, unter anderem bei Władysław Tatarkiewicz, an der Philosophischen Fakultät der Universität Warschau. Ein Jahr lang arbeitete er am Institut für Blinde in Laski als Nachhilfelehrer.
1950 trat er in das Warschauer Priesterseminar ein und empfing nach seinem theologischen Studium am 23. August 1953 die Priesterweihe durch Stefan Wyszyński, den Erzbischof von Gnesen und Warschau. Er war zunächst Kaplan in der Gemeinde Piastów. Ab Herbst 1955 studierte er an der Philosophischen Fakultät der Katholischen Universität Lublin, wo er 1961 in theoretischer Philosophie promoviert wurde. Von 1956 bis 1992 war er Rektor der Martinskirche in der Altstadt von Warschau sowie Kaplan der Franziskanerinnen, die dort ein Ordenshaus hatten. Er war Mitorganisator der nationalen Blindenseelsorge und bis 1975 Pfarrer der Blinden in der Erzdiözese Warschau.
Ab 1962 lehrte Bronisław Dembowski das Fach Philosophiegeschichte an der Katholischen Theologischen Akademie (Akademia Teologii Katolickiej (ATK); seit 1999 Kardinal-Stefan-Wyszyński-Universität Warschau). 1969 habilitierte er sich und wurde ein Jahr später zum Assistenzprofessor an die ATK berufen. Im selben Jahr begann er am Warschauer Priesterseminar Vorlesungen zur Geschichte der Philosophie zu halten. 1981 wurde er außerordentlicher Professor und 1990 ordentlicher Professor. Ab 1982 war er Dekan der Katholischen Theologischen Akademie, das 1988 zur Päpstlichen Theologischen Fakultät wurde. 1969/70 und 1975/76 absolvierte er akademische Auslandsaufenthalte in den USA. 1988 war Dembowski am Runden Tisch Polens als einer der Beobachter der kirchlichen Seite beteiligt und begleitete so die Übergangsphase vom kommunistischen Regime zur demokratischen Republik Polens. Während des Kriegsrechts in Polen 1981–1983 unterstützte er zahlreiche Mitbürger im Kirchenasyl der Martinskirche in Warschau.
Papst Johannes Paul II. ernannte ihn am 25. März 1992 zum Bischof von Włocławek. Die Bischofsweihe spendete ihm der Erzbischof von Gnesen, Henryk Muszyński, am 20. April desselben Jahres; Mitkonsekratoren waren Józef Kardinal Glemp, Erzbischof von Warschau, und Bohdan Bejze, Weihbischof in Łódź. Sein Wahlspruch war Caritas et Veritas. Am 25. März 2003 nahm Johannes Paul II. sein aus Altersgründen vorgebrachtes Rücktrittsgesuch an.
Er setzte sich für den theologischen Dialog zwischen der römisch-katholischen Kirche und der altkatholischen Kirche der Mariaviten ein. Bis 2014 war er der nationale Seelsorger und Mitglied der International Services der Catholic Charismatic Renewal (ICCRS). Bereits 1976 gründete er in Warschau eine der ersten Erneuerungsgruppen der Charismatischen Bewegung in Polen namens „Maranatha“.

## Ehrungen und Auszeichnungen
- Kreuz der Heimatarmee (1996)
- Partisanenkreuz (1996)
- Orden Polonia Restituta (Großoffizier) durch Lech Kaczyński (2015)
- Komandoria Missio Reconciliationis für seinen Einsatz um die Völkerverständigung